# Stanton (Iowa)
Stanton és una població dels Estats Units a l'estat d'Iowa. Segons el cens del 2000 tenia 714 habitants.

## Demografia
Segons el cens del 2000, Stanton tenia 714 habitants, 271 habitatges, i 188 famílies. La densitat de població era de 309,7 habitants/km².
Dels 271 habitatges en un 35,4% hi vivien nens de menys de 18 anys, en un 62% hi vivien parelles casades, en un 4,8% dones solteres, i en un 30,3% no eren unitats familiars. En el 28% dels habitatges hi vivien persones soles el 15,1% de les quals corresponia a persones de 65 anys o més que vivien soles. El nombre mitjà de persones vivint en cada habitatge era de 2,46 i el nombre mitjà de persones que vivien en cada família era de 3,01.
Per edats la població es repartia de la següent manera: un 26,3% tenia menys de 18 anys, un 4,5% entre 18 i 24, un 26,6% entre 25 i 44, un 19,3% de 45 a 60 i un 23,2% 65 anys o més.
L'edat mediana era de 41 anys. Per cada 100 dones de 18 o més anys hi havia 78,3 homes.
La renda mediana per habitatge era de 36.607 $ i la renda mediana per família de 46.136 $. Els homes tenien una renda mediana de 30.625 $ mentre que les dones 20.852 $. La renda per capita de la població era de 15.628 $. Entorn del 3,7% de les famílies i el 6,1% de la població estaven per davall del llindar de pobresa.

## Poblacions més properes
El següent diagrama mostra les poblacions més properes.